# Ironic
«Ironic» es una canción de la cantante canadiense Alanis Morissette, perteneciente a su tercer álbum de estudio titulado de Jagged Little Pill (1995). Fue escrita por Morissette y Glen Ballard, quien también la produjo. Maverick y Warner Bros. Records decidieron lanzar la canción como cuarto sencillo del álbum, el día 27 de febrero de 1996. 
Ironic es una canción pop rock escrita en la tonalidad de Si mayor. Incluye un tempo moderado de ochenta y dos pulsaciones por minuto. La canción recibió dos nominaciones a los Premios Grammy en 1997, uno de ellos a la mejor grabación del año. Ironic alcanzó el galardón de 'oro' de la Recording Industry Association of America (RIAA). La canción encabezó la lista de Top Singles de la revista canadiense RPM durante seis semanas y alcanzó el Top 5 en Australia, Nueva Zelanda y Noruega. En Estados Unidos, la canción alcanzó el Top 4 el día 13 de abril de 1996. Actualmente es el sencillo de Morissette mejor posicionado en el Billboard Hot 100. Aunque la letra de la canción presenta varias situaciones que la autora define como irónicas, esta recibió algunas críticas y parodias por parte de algunos críticos, que señalaron que dichas situaciones no eran verdaderamente irónicas.
El director francés Stéphane Sednaoui filmó el videoclip. En él, se ve a Morissette paseando en su coche a través de un paisaje invernal e interpretando diversos papeles o roles dentro del automóvil, como si fuera su propia pasajera. El video musical fue nominado en los MTV Video Music Awards en 1996 y ganó tres premios. Fue incluido en la lista de Greatest Music Videos de VH1. El vídeo se hizo tan popular que fue parodiado la pareja humorista estadounidense por Allison Rheaume y "Weird Al" Yankovic.
En 2004, Morissette modificó la letra de Ironic para denotar su apoyo al matrimonio igualitario en los GLAAD Media Awards de ese año. Estos premios fueron creados en 1990 para reconocer y premiar a personas del mundo del espectáculo que destacan por haber apoyado los derechos de la comunidad LGBT y los asuntos que afectan sus vidas. Esta nueva versión fue incluida por la cantante en sus álbumes iTunes Originals (2004) y Jagged Little Pill Acoustic (2005). La interpretó en el House of Blues en 2005, junto con la cantante canadiense Avril Lavigne. 
Ironic fue incluida en la lista de canciones de su gira Jagged Little Pill World Tour (1995), y también formó parte de sus discos recopilatorios MTV Unplugged (1999) y The Collection (2005), entre otros. La canción fue versionada por el dúo mexicano Jesse & Joy, que la incluyó en su álbum Esta Es Mi Vida Sesiones (2007), y por la banda estadounidense Four Year Strong, que la incorporó en su álbum de versiones Explains It All (2009).

## Escritura y composición
Ironic fue escrita por Alanis Morissette y Glen Ballard, y producida por este último para su tercer álbum de estudio, Jagged Little Pill (1995). En una entrevista con Christopher Walsh de la revista  Billboard, Ballard explicó cómo Morissette y él se reunieron, y cuál fue el proceso de creación y escritura de la canción. Comentó: "I'm telling you, within 15 minutes we were at it—just writing. 'Ironic' was the third song we wrote. Oh God, we were just having fun. I thought 'I don't know what this is—what genre it is—who knows? It's just good' (En español: "Como te decía, a los 15 minutos ya estábamos escribiendo. 'Ironic' fue la tercera canción que escribimos. Oh Dios, estábamos divirtiéndonos y pensé: 'No sé bien lo que es esto, ni qué género es ¿Qué importa? Es buena"). De acuerdo con lo descrito junto a la partitura publicada en el sitio web musicnotes.com, se trata de una canción de estilo Pop Rock. Es una canción establecida en el compás del tiempo común, compuesta en ritmo moderado de ochenta y dos tiempos por minuto. Se establece en la tecla de B mayor con el rango vocal de Morissette del tono de Mi5 a Do5, y la progresión de acordes de la canción comienza con la secuencia Emaj7-F ♯ 6 -Emaj7-F ♯ 6, antes de cambiar a F♯–A♯–Badd2–F♯–A♯–G♯m7 en el estribillo de la canción.

### Uso lingüístico
El uso que en la canción se hace de la palabra "irónico" atrajo la atención de los medios de comunicación por entenderla como una aplicación incorrecta de la palabra. Según Jon Pareles del diario The New York Times, la canción implica una clara "ausencia de ironía". Según el diccionario en lengua inglesa Oxford English Dictionary, "ironía" es "una figura retórica en la que el significado que se pretende es lo contrario de lo expresado por las palabras usadas". Por lo tanto, en esta línea de análisis, la letra de la canción no es irónica cuando dice "Es como la lluvia en el día de la boda" o "Un atasco cuando ya llegas tarde". Morissette comentó acerca del tema: "Para mí, el gran debate generado sobre si lo que estaba diciendo en Ironic era irónico o no, no fue traumático. Siempre abracé el hecho de que, de vez en cuando, era la reina de malapropismo. Y cuando Glen y yo estábamos escribiendo la canción, definitivamente no nos asegurábamos obstinadamente de que todo fuera técnicamente irónico". En 2014, Michael Reid Roberts escribió para salon.com una defensa del uso del término "irónico" en la canción, ya que la canción cita ironías situacionales, que se define como el "estado de cosas o eventos que parece deliberadamente contrario a lo que uno espera y, a menudo, es irónicamente divertido como resultado", ya que algunas de las situaciones descritas en la letra podrían decirse que son "irónicas". 
El comediante Ed Byrne realizó un sketch en el que, en tono de broma, atacó la canción por su falta de ironía: "Lo único irónico de esa canción es que se llama Ironic y está escrita por una mujer que no sabe los que es la ironía. Es bastante irónico". Además, los artistas satíricos Berger y Wyse parodiaron la canción en un episodio de su tira de prensa en The Pitchers. En él, un superhéroe llamado "Irony Man" (en español, "Hombre Ironía") comparaba sus superpoderes con la letra de la canción de Morissette, haciendo que sus seguidores le cambiaran el nombre a "The Man from Alanis" (en español, "El hombre de Alanis"). En diciembre de 2009, el sitio web de comedia CollegeHumor dio a conocer un vídeo que parodiaba la canción llamado "Actually Ironic", protagonizado la actriz Sarah Natochenny, en la que Patrick Cassels modificó la letra para que, según su parecer, fuera verdaderamente irónica.
La propia Morissette se burló de sus errores gramaticales durante una presentación de 2013 de "Semicolon" con el trío cómico estadounidense The Lonely Island en el programa de televisión Jimmy Kimmel Live !. En él, Morissette cortó la canción del trío para explicar que estaban usando incorrectamente la etiqueta rap para hacer visible el punto y coma, y ellos le respondieron que criticar el uso de la gramática que usaban era "irónico".

## Recepción

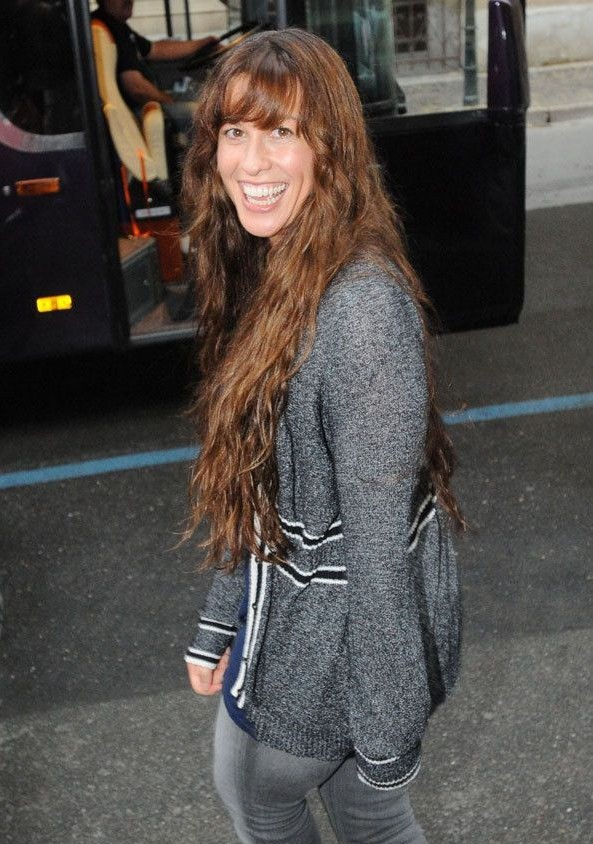
Con "Ironic", Morissette logró mantenerse en la cima de Canadian RPM Singles Chart durante seis semanas y actualmente es su canción más alta de gráficos en el Billboard Hot 100 de Billboard

### Comentarios de la crítica
Jaime Gill de Dot Music comentó sobre la versión original de Ironic, en el álbum Jagged Little Pill Acoustic (2005), que "[Jagged Little Pill] nos dio el mejor juego de salón del pop, con el punto de la verdadera ironía en Ironic" y calificó la canción como "bonita" y "pegadiza". Pero luego criticó la letra, considerando la canción una "idiotez". Su opinión sobre la versión acústica fue positiva: "It actually sounds more relaxed and engaging without the hoary loud guitars of the original" (en español, "En realidad, suena más relajado y atractivo sin las guitarras potentes del original").
A pesar de que Stephen Thomas Erlewine de Allmusic marcó la canción como uno de los "All Media Guide track pick" del álbum, en otra revisión, publicada en el mismo sitio web, el lanzamiento del sencillo o CD single fue calificado con dos y medio de cinco estrellas. Jon Pareles señaló que en los versos de Ironic, y otra canción del álbum, Mary Jane, "It's easy to envision Morissette on the stage of a club, singing wry couplets backed by acoustic guitar". (en español, "Es fácil imaginar a Morissette en el escenario de un club, cantando coplas irónicas respaldada por una guitarra acústica". También comentó, en otro artículo que escribió, que en realidad la canción no es "nada irónica". David Brecheisen de PopMatters indicó que su sensación fue que la versión acústica de Ironic era mucho peor que la versión original. Independientemente de estos comentarios puntuales, el sencillo fue nominado en los Premios Grammy de 1997, en la categoría de Grabación del Año.

### Logro comercial
Ironic debutó en la lista de sencillos del RPM canadiense en el número noventa y cinco de la edición del 8 de enero de 1996. Doce semanas más tarde, el 1 de abril de 1996, la canción encabezó la lista y se mantuvo en el puesto número 1 durante seis semanas, siendo sustituido por Closer to Free por la banda estadounidense BoDeans. Estuvo veintinueve semanas en el top 100, apareciendo por última vez el 22 de julio de 1996, en el número ochenta y uno. En posiciones de RPM, el sencillo encabezó Alternative 30 Chart y alcanzó el número seis en Adult Contemporary Chart. La canción debutó en el número once en la lista Billboard Hot 100, convirtiéndose en el debut más alto en el tema que termina el 16 de marzo de 1996. El sencillo finalmente alcanzó su posición máxima, en el número cuatro, el 13 de abril de 1996. "Ironic" es actualmente Morissette hit más alta en la lista Hot 100 de Billboard. En otras listas de Estados Unidos, el sencillo se convirtió en su tercer número-un hit en los Billboard Modern Rock Tracks, donde se mantuvo durante tres semanas. La canción encabezó el Mainstream Top 40, alcanzó el número cinco en las listas Adult Top 40 y veintiocho de la lista de Adult Contemporary.
En Australia, la canción debutó en el número cuarenta en la lista de sencillos. En su octava semana, que alcanzó su punto máximo en el número tres el 12 de mayo de 1996, donde se mantuvo durante dos semanas. Se apareció por última vez en la carta del 21 de julio de 1996, en el número treinta y siete. Hasta la fecha, "Ironic" es su canción más gráficos en el país. La canción fue en general bien recibido en toda Europa. En el Reino Unido "Ironic" debutó y alcanzó el puesto número once, el 20 de abril de 1996. Dejó la carta Ocho semanas después, en el número sesenta y siete años. En la lista de sencillos de Noruega, que debutó en el número dieciocho, llegando a número diecisiete de la próxima semana. Se elevó el número cinco en su tercera semana, y más tarde alcanzó el puesto número cuatro, permaneciendo allí durante cinco semanas. Más tarde cayó un lugar, y permaneció allí durante dos semanas. "Ironic" mantenerse dentro de la tabla durante diecisiete semanas. En Bélgica, alcanzó el sexto lugar en el Ultratop 50 (región de Flandes), y el noveno lugar en la Ultratop 50 (zona de Valonia).

## Promoción

### Video musical

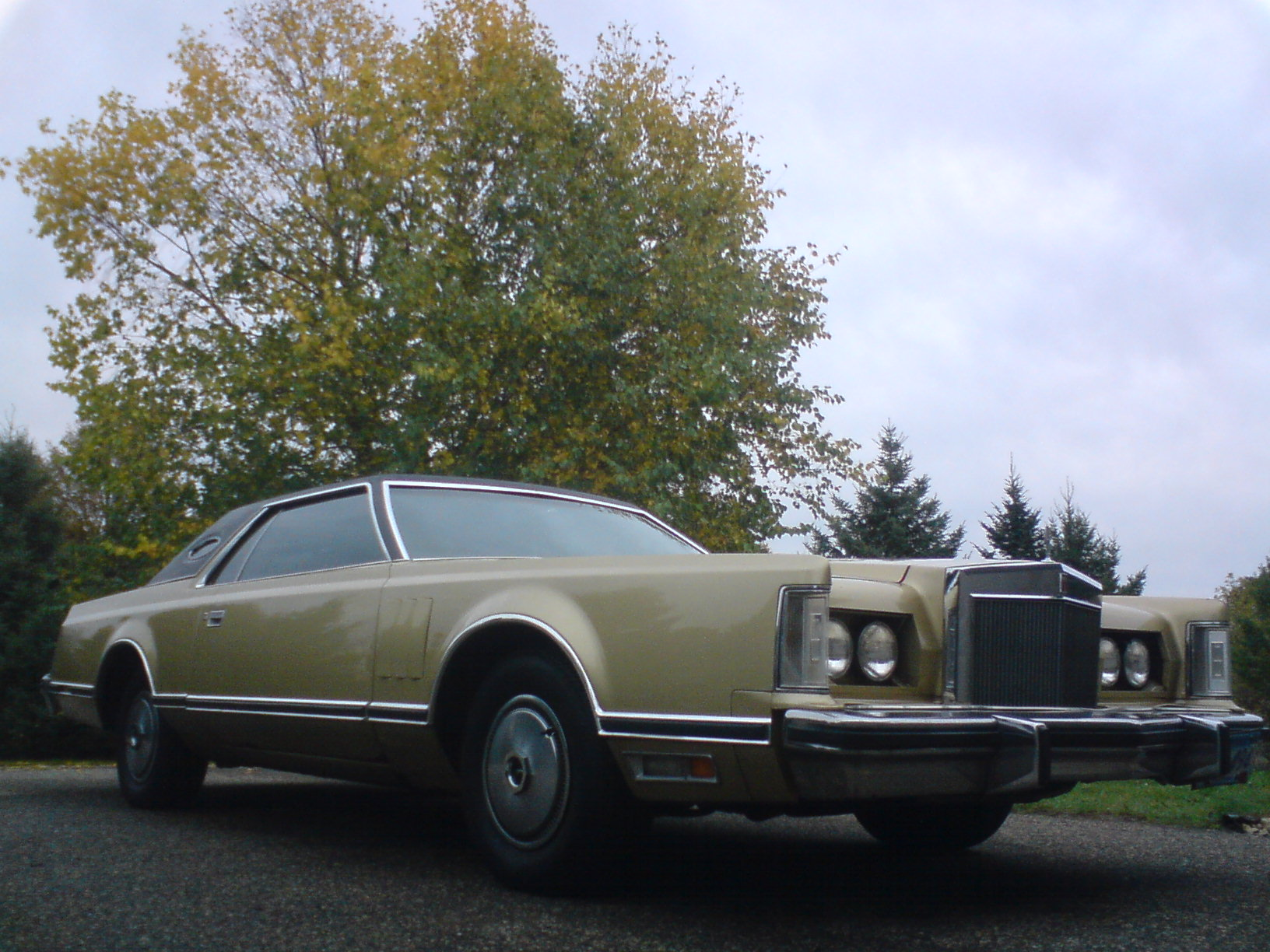
Imagen de Lincoln Continental Mark V. En el video musical, Morissette aparece conduciendo un auto similar

El video musical de "Ironic" fue dirigido por Stéphane Sednaoui. En el inicio del video, Morissette se encuentra en una gasolinera, caminando hacia su automóvil con una taza de café en la mano. Entonces, ella va conduciendo su coche a través de una carretera con un paisaje de invierno, mientras tanto ella comienza a cantar la canción pre-estribillo. Al llegar al Estribillo, una segunda Morissette con un Jersey verde hace aparición en el asiento trasero derecho. Cuando termina el primer coro, una tercera Morissette aparece en el asiento trasero izquierdo cantando y comiendo, ésta lleva un suéter de color anaranjado con el pelo trenzado. al llegar la segunda estrofa, una cuarta y última Morissette aparece con un suéter rojo que se sienta en el asiento del acompañante. Durante el segundo coro, asoma medio cuerpo por la ventana y vuelve al interior del coche cuando casi se pega contra un puente, pero esboza una sonrisa. La cámara vuelve a la Morissette conductora, y al aparecer el estribillo se quita el gorro, y lo lanza el asiento trasero dándole a la Morissette verde, tras esto "las cuatro" Morissette cantan el estribillo a la vez. Cuando Morissette canta el outro, el coche se avería (posiblemente después de haber quedado sin combustible, lo cual puede ser "irónico", ya que el vídeo comenzó con ella en una gasolinera.) Morissette (como el conductor) se baja del coche, y se muestra en cámara como no hay nadie más en el coche.
Blaine Allan señala en el libro Television: Critical Methods and Applications (2002) Morissette cómo interactúa con el observador. Comentó que a diferencia de el vídeo musical de "Lucky" de Britney Spears, donde Spears juega doble papel de una chica llamada "Lucky" y el abanico, y ambas aparecen juntas en alguna escenas ayudado por efectos visuales. "Ironic" no los utiliza, dando la sensación de que todas las Morissettes interactúan entre sí. El periodista Carol Vernallis también estableció que la charla de Morissette y la forma de cantar la canción crea una íntima conexión. Mencionó el vídeo en su libro Experiencing Music Video: Aesthetics and Cultural Context  (2004), donde estudió la forma en que el público puede prestar atención a la letra de la canción en un vídeo musical. Vernallis añadió que "Ironic" presenta funciones de video como un ejemplo limitado de cómo el significado de las letras de una canción se convierten en "inaccesible" cuando son filmadas y televisadas.
Charles Aaron de Spin llamado video musical "Ironic", "puro". El video fue nominado para seis MTV Video Music Awards de 1996: "Video de Año", "Mejor Dirección", "Elección de los Televidentes", "Mejor Video Femenino", "Artista Nuevo" y "Mejor Montaje", ganando los últimos tres. Fue nominado en 1997 para el Premio Grammy al mejor video musical. Además, se enumeran el número dieciocho en 100 Greatest Videos de VH1. A finales de 1996, una versión de la parodia del video fue lanzado con una niña, Allison Rheaume, que imita las acciones y armario de Morissette mientras que lipdub de la canción original. Al final, su padre la nota en el coche aparcado en la entrada y le dice que deje de perder el tiempo. Esta versión del video, dirigido por David Rheaume, fue incluido en CD/DVD de Morissette Alanis Morissette: The Collection (2005). "Weird Al" Yankovic produjo una versión de la parodia del video en 2003 por su comedia de televisión serie Al TV, en el que ocupa el lugar de la cuarta versión del Morissette en el asiento del pasajero delantero.

### Presentaciones en vivo
El sencillo fue introducido en el setlist para la gira de conciertos de Morissette, Jagged Little Pill World Tour (1995). La canción esta en la gira Álbum de video Jagged Little Pill Live (1997). Desde entonces," Ironic "se ha incluido en sus discos MTV Unplugged. (1999), Feast on Scraps (2002), Live in the Navajo Nation (2002), y The Collection, y Grammys de 1997 y los álbumes recopilatorios MTV Unplugged.
Con "Ironic", Morissette denota su apoyo a Matrimonio entre personas del mismo sexo. En marzo de 2004, Morissette modifica una letra en la decimoquinto anual GLAAD Media Awards: "It's meeting the man of my dreams /And then meeting his beautiful husband" (en español: "Es conocer al hombre de mis sueños / Y conocer a su bellísimo marido"). Ella comento para USA Today que su apoyo sobre uniones del mismo sexo "goes a step further than clever lyrics." (En español: "va un paso más allá de letras inteligentes"). Señaló que "[her] fantasy would now be to marry some of [her] gay couple friends." (En español: "su fantasía sería ahora casarse con algunos de sus amigos de la pareja gay.") Más tarde, en junio de 2004, le dijo a VH1: "I don't have any gay-couple friends who are formally engaged, but I would be honored to support the gay community in that way ... I did it as a sort of spontaneous thing at a radio station about a month ago with a couple, and my heart was so with them." (En español: "No tengo ningún amigo gay de parejas que participan formalmente, pero sería un honor apoyar a la comunidad gay de esa manera ... Lo hice como una especie de cosa espontánea en una estación de radio hace un mes con una pareja, y mi corazón estaba tan con ellos"). Morissette grabó una versión acústica de la canción con la letra cambiado para ella iTunes Originals fue lanzado, en 2004. Otra versión acústica se grabó para el álbum Jagged Little Pill Acoustic, y para el álbum recopilatorio Cities 97 Sampler, Volume 16 (2004). La canción también se realizó en un dúo con Avril Lavigne en el House of Blues en 2005.

## Versiones y uso en medios
"Ironic" fue versionada en 2007 por el dúo mexicano Jesse & Joy para su álbum Esta Es Mi Vida Sesiones, y por la banda de punk pop Four Year Strong del álbum de versiones su 90 Explains It All (2009).

En la novela de 1996 Naïve. Super del autor noruego Erlend Loe, el protagonista ve el vídeo de la canción en la televisión y sueña con "encontrar una chica "Alanis" y vivir en una casa junto a ella".

En Jay y Bob el silencioso el cómic Dogma Chasing (1998), el personaje Tricia Jones está cantando "Ironic" antes de los pasos de Jay en la ducha.

En 2003, Ji-In Cho cantó la canción para la versión alemana de la Fame Academy, concurso de talentos, que se convirtió en un éxito en las listas alemanas.

En septiembre de 2001, "Ironic" fue catalogado como "uno de los temas considerados inapropiados por sus letras" por los medios de comunicación estadounidenses de la empresa Clear Channel Communications, tras los atentados del 11 de septiembre.

La música de la canción fue incluida en la película de comedia romántica I Could Never Be Your Woman (2007), donde Saoirse Ronan, como Izzie Mensforth, canta una versión alterada de la letra en un concurso de talentos. También hizo una aparición predominante en la película de comedia de 2013 Los becarios, protagonizada por Owen Wilson y Vince Vaughn, mientras cantan junto a el. En la serie de TV Supernatural es mencionada brevemente por una estación de radio y en una escena posterior Metatron menciona una línea del tema.

## Lista de canciones
| CD sencillo, casete 1. «Ironic» – 3:49 2. «You Oughta Know» (acoustic/live from the Grammy Awards) – 3:48 3. «Mary Jane» (live) – 5:52 4. «All I Really Want» (live) – 5:22 | Maxi sencillo, edición especial 1. «Ironic» (álbum versión) – 3:48 2. «Forgiven» (live) – 6:09 3. «Not the Doctor» (live) – 6:05 4. «Wake Up» (live) – 5:05 |

## Personal
Créditos adaptadas de "Ironic" CD single:
| - Alanis Morissette – vocales, productora, escritora - Glen Ballard – productor, escritor, piano - Chris Chaney – Bajo acústico - Chris Forgel – mezclas - Taylor Hawkins – baterías - Suzie Katayama – cuerdas - Nick Lashley – guitarra acústica | - David Moncrieffe – asistente de ingeniería - Renato Petruzziello – ingeniería - Katia Popov – cuerdas - Karie Prescott – cuerdas - Michele Richards – cuerdas - Jesse Tobias – guitarra acústica |

## Posicionamiento en listas y certificaciones
| Listas (1996)                    | Mejor posición |
| -------------------------------- | -------------- |
| Australian Singles Chart         | 3              |
| Belgian Singles Chart (Flanders) | 1              |
| Belgian Singles Chart (Wallonia) | 1              |
| Canadian RPM Singles Chart       | 1              |
| Canadian RPM Adult Contemporary  | 1              |
| Canadian RPM Alternative 30      | 1              |
| Dutch Top 40                     | 1              |
| French Singles Chart             | 2              |
| German Singles Chart             | 1              |
| Irish Singles Chart              | 1              |
| New Zealand Singles Chart        | 1              |
| Norwegian Singles Chart          | 1              |
| Swedish Singles Chart            | 1              |
| Swiss Singles Chart              | 1              |
| UK Singles Chart                 | 2              |
| US Billboard Hot 100             | 1              |
| US Adult Contemporary            | 3              |
| US Adult Pop Songs               | 1              |
| US Alternative Songs             | 1              |
| US Pop Songs                     | 1              |
| Spanish Singles Chart            | 1              |

| Listas (1996)                    | Posición |
| -------------------------------- | -------- |
| Australian Singles Chart         | 25       |
| Belgian Singles Chart (Flanders) | 31       |
| Belgian Singles Chart (Wallonia) | 45       |
| Canadian RPM Singles Chart       | 2        |
| Canadian RPM Adult Contemporary  | 37       |
| Canadian RPM Alternative 30      | 5        |
| Dutch Top 40                     | 39       |
| Swiss Singles Chart              | 51       |
| US Billboard Hot 100             | 13       |

| País (provider)       | Certificaciones |
| --------------------- | --------------- |
| Francia (SNEP)        | Plata           |
| Estados Unidos (RIAA) | Oro             |

## Historial de lanzamientos
| País           | Fecha                 | Discográfica         | Formato                               |
| -------------- | --------------------- | -------------------- | ------------------------------------- |
| Canadá         | 27 de febrero de 1996 | Warner Bros. Records | Sencillo en CD, casete, maxi sencillo |
| Francia        | 27 de febrero de 1996 | Warner Bros. Records | Sencillo en CD, casete, maxi sencillo |
| Estados Unidos | 27 de febrero de 1996 | Warner Bros. Records | Sencillo en CD, casete, maxi sencillo |
| Reino Unido    | 1 de abril de 1996    | Maverick Records     | Sencillo en CD, maxi sencillo         |
| Alemania       | 19 de abril de 1996   | Warner Bros. Records | Sencillo en CD, maxi sencillo         |
| Japón          | 5 de mayo de 1996     | Maverick Records     | Sencillo en CD, maxi sencillo         |